# سوكا (سايتاما)
مدينة سوكا (بالإنجليزية: Sōka)‏ هي أحد المدن التابعة لمحافظة سايتاما. تأسست رسميًا في 01/11/1958. ويقدر عدد سكانها بـ 237964 نسمة حسب تقدير مكتب الإحصاء الياباني لعام 2012. تبلغ مساحة سوكا 27.42 كم2. بكثافة سكانية تبلغ 8678 نسمة/كم2.

## أعلام
- كينتا كوباياشي
- هيروشي ايماي
- كازوكي هاشيموتو
- هيرويوكي كوباياشي
- يومي موريو